# Ranspach-le-Bas
Ranspach-le-Bas é uma comuna francesa na região administrativa de Grande Leste, no departamento Alto Reno. Estende-se por uma área de 4,41 km². Em 2010 a comuna tinha 654 habitantes (densidade: 148,3 hab./km²).